# Didenheim
Didenheim is een plaats en voormalige gemeente in het Franse departement Haut-Rhin in de regio Grand Est.

## Geschiedenis
De gemeente maakte tot het op 22 maart 2015 werd opgeheven deel uit van het kanton Mulhouse-Sud. Op die dag werd een nieuw kanton gecreëerd waarvan Brunstatt de hoofdplaats werd. Op 1 januari 2016 fuseerde de gemeente met het aangrenzende Didenheim tot de commune nouvelle Brunstatt-Didenheim.

## Geografie
De oppervlakte van Didenheim bedraagt 4,4 km², de bevolkingsdichtheid is 380,7 inwoners per km².
De onderstaande kaart toont de ligging van Didenheim met de belangrijkste infrastructuur en aangrenzende gemeenten.

## Demografie
Onderstaande figuur toont het verloop van het inwonertal (bron: INSEE-tellingen).